# Панделела Ринонг
Панделела Ринонг анак Памг (малајс. Pandelela Rinong anak Pamg; Бау, 2. март 1993) елитна је малежанска скакачица у воду и једна од најуспешнијих малежанских спортисткиња у воденим спортовима. Њена специјалност су углавном скокови са торња, како у појединачној тако и у конкуренцији синхронизованих парова.
У три наврата представљала је своју земљу на олимпијским играма, а на ЛОИ 2012. у Лондону освојила је бронзану медаљу у скоковима са торња, и на тај начин постала прва малежанска спортисткиња која је освојила олимпијску медаљу, и уопште први спортиста из Малезије који је освојио олимпијску медаљу ван бадминтона. Четири године касније, на Играма у Рију 2016. у пару са Џонг Жун Хонг освојила је сребрну медаљу у синхронизованим скоковима са торња.
У каријери има и 4 бронзе са светских првенстава, три у конкуренцији синхронизованих скокова са торња (2009, 2013. и 2017), и једну у појединачној конкуренцији са СП 2015. у Казању (скокови са торња 10 м).
У три наврата је проглашавана за најбољу спортисткињу Малезије (2011, 2012. и 2013).